# Trabekule karnee
Trabekule karnee (lat. trabeculae carneae columnae carneae), ili mesnati grebeni su zaobljeni ili nepravilni snopovi srčanih mišićnih vlakana presvučeni endokardom koji se izbočuju u unutrašnjost desne i leve strane srčanih komora i prerkomorskih aurikula. Drugačiji su od chordae tendineae, koji se nalaze u desnoj pretkomori i pretkomorskim dodacima srca. Uloga ovih trabekula je da spreče usisavanje koje se može javiti na ravno strukturiranoj membrani i time ugroziti sposobnost srca da efikasno pumpa.
Trabeculae carneae imaju funkciju sličnu onoj kod papilarnih mišića kod kojih kontrakcija puni chordae tendineae, sprečavajući inverziju mitralnog (bikuspidnog) i trikuspidnog zaliska, tj. njihovo ispupčenje prema pretkomorskoj šupljini, što bi dovelo do naknadnog curenja krvi u pretkomore. Dakle, u akciji papilarnih mišića na AV zalistak, sprečava se povratni tok krvi iz komore u pretkomoru.
Moderirajuće trake nose desni ogranak AV snopa i deo su provodnog sistema srca.

## Spoljašnje veze
- „Diagram”. Архивирано из оригинала 15. 04. 2020. г. Приступљено 10. 12. 2018. at University of Edinburgh—fourth and fifth diagrams from top